# Собор Покрова Пресвятой Богородицы (Уральск)
Собор Покрова Пресвятой Богородицы (каз. Құдайдың Қасиетті Анасының шапағатының шіркеуі; Покровский храм) — старообрядческий православный храм в городе Уральске, кафедральный собор Казахстанской епархии Русской православной старообрядческой церкви.

## История
Храм был основан при епископе Уральском и Оренбургском Викторе (Лютикове) в 1888 году на месте сгоревшей в 1879 году деревянной молельни, но уже в 1889 году он был закрыт. Храм открыли вновь после указа «Об укреплении начал веротерпимости» от 17 апреля 1905 года. В 1905—1906 годах здание значительно перестроили. Освящение собора совершил в феврале 1907 года епископ Уральский Арсений (Швецов). 16 сентября 1907 года община Покровского храма получила официальную регистрацию. С 1908 года действовала типография и частная старообрядческая школа. 10 сентября 1908 года скончался епископ Арсений, которого похоронили в склепе возле церковной стены.
С 1917 по 1933 год в соборе служил отец Андрей Иванович Киреев. В 1933 году он был вынужден отдать помещение храма кавалерийскому полку, а в следующем году был арестован и вывезен в Сибирь, где скончался в районе станции Решоты. Затем в здании поочерёдно располагались кавалерийский полк, танковое подразделение, склады, Дом офицеров, клуб треста «Водстрой» и Дворец молодежи горотдела культуры. Была практически полностью утрачена роспись храма, за исключением изображений святого Нифонта и святого Ефрема Сирина, а площадь храмовой территории была уменьшена более чем в три раза.
Приходская община начала возрождаться в 1992 году и 12 января 1993 года она была официально зарегистрирована. Здание храма было возвращено общине, в отличие от приходского дома и часовни в юго-западной части двора. В 2000 году хозяева последней разобрали её и вывезли кирпич в неизвестном направлении.
В сентябре 2008 года в честь столетия кончины епископа Арсения храм посетил митрополит Московский Корнилий (Титов). Тогда было впервые скрыто погребение архиерея, мощи которого оказались нетленными. В 2010 году их перенесли в сам храм.
Освящение храма состоялось 25 сентября 2011 года. В 2012 году настоятелем храма стал о. Константин Гаранин из Оренбурга. В 2016 году была учреждена Казахстанская епархия РПСЦ и Покровский храм вновь стал кафедральным собором.